# George Graham Vest

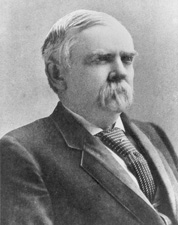
George Graham Vest

George Graham Vest, född 6 december 1830 i Frankfort, Kentucky, död 9 augusti 1904 i Sweet Springs, Missouri, var en amerikansk demokratisk politiker och advokat. Han representerade delstaten Missouri i USA:s senat 1879-1903.

## Tidig karriär
Vest utexaminerades 1848 från Centre College. Han avlade 1853 juristexamen vid Transylvania University. Han inledde sedan sin karriär som advokat i Missouri. Han gifte sig 1854 med Sallie Sneed. Paret fick två söner och en dotter. Han var ledamot av Amerikas konfedererade staters representanthus 1862-1865 och ledamot av CSA:s senat 1865. Han fortsatte sedan sin karriär som advokat i Sedalia.

## Old Drum
Vest blev känd som advokat tack vare fallet Old Drum som handlade om en hund av rasen foxhound som hade dödats av en fårfarmare. I samband med rättegången den 23 september 1870 framträdde Vest som hundägarens advokat och höll ett hyllningstal till hunden. Han yttrade bland annat om hundens betydelse för hundägaren: "The one absolutely unselfish friend that a man can have in this selfish world, the one that never deserts him and the one that never proves ungrateful or treacherous is his dog." Vest vann fallet. Fallet överklagades till Missouris högsta domstol men Vest vann igen. Hundstatyn utanför rättshuset i Johnson County, Missouri har rests år 1958 till minnet av hunden Old Drum. Harry S. Truman var en av många som bidrog med pengar till statyprojektet. Sean McNamara har regisserat tv-filmen The Trial of Old Drum (2000) med Scott Bakula i rollen av George Graham Vest.

## Ledamot av USA:s senat
Vest efterträdde 1879 James Shields som senator för Missouri. Han omvaldes 1885, 1891 och 1897. Som senator bekymrade han sig för missbruk av byggkontrakt som hade med Yellowstone nationalpark att göra. Han lyckades få igenom ett lagförslag som innebar att senaten fick översyn av alla kontrakt som inrikesministern ingår. Vest profilerade sig starkt som en beskyddare av Yellowstone under hela sin karriär i senaten. Efter fyra mandatperioder i senaten bestämde sig Vest av hälsoskäl att inte ställa upp till omval. Han efterträddes 1903 i senaten av William J. Stone och avled året därpå i Sweet Springs. Hans grav finns på Bellefontaine Cemetery i Saint Louis.